# 医王ダム
医王ダム（いおうダム）は、石川県金沢市、二級河川・大野川水系森下川に建設されたダムである。
石川県が管理を行う県営ダムで、高さ58.8メートルのロックフィルダム。森下川及び合流する大野川の洪水調節を目的とした治水ダムであり、国庫の補助を受けて建設された補助治水ダムである。洪水調節のほか森下川の正常な河川流量を維持する不特定利水を目的にしている。ダムによって形成された人造湖には、まだ名称が付けられていない。

## 歴史
- 1977年 着工
- 1989年 定礎式
- 2001年1月 貯水開始、5月完工式